# Schloss Rubein

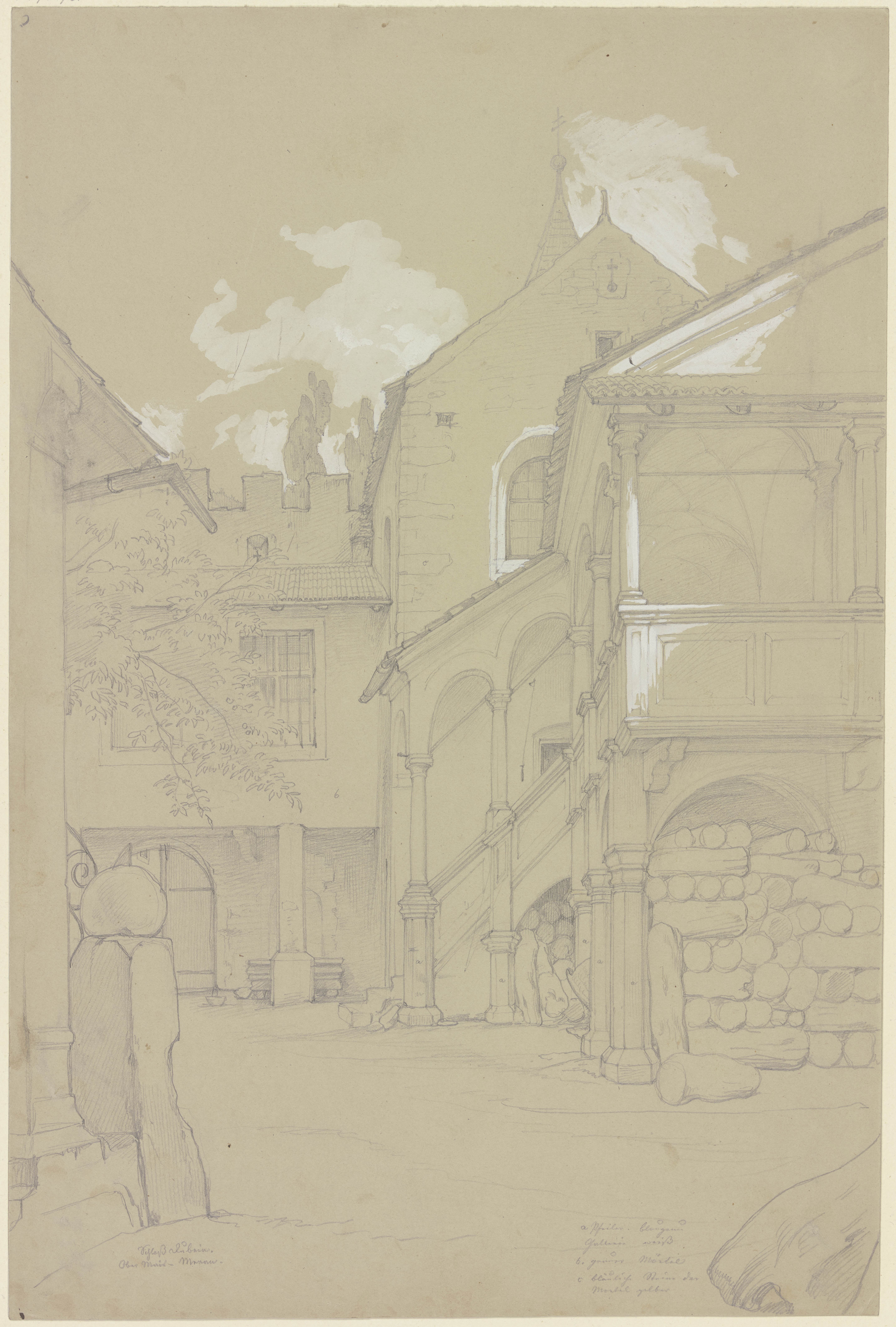
Zeichnung des Innenhofes von Edward von Steinle, 1827

Schloss Rubein ist eine Burganlage im Meraner Ortsteil Obermais in Südtirol.

## Geschichte
Als ältester Teil der Burganlage entstand im 13. Jahrhundert ein mittelalterlicher Wohnturm. Als Erbauer gelten die Herren von Rubein bzw. Ruvina. Die auf Dorf Tirol ansässige Linie, Ministerialen der Grafen von Tirol, führten als Wappen „im blauen Feld einen zum Flug oder Kampf bereiten weißen Greif“. 1220 erscheint ein „Bertholdus de Rovin“, seit 1253 Mundschenk und seit 1258 Truchsess auf Schloss Tirol. Camilla, die Tochter des Guido de Rubeis und Witwe von Rudolf von Rubein, heiratete in zweiter Ehe Ulrich de Ragonia, der angeblich aus Florenz stammte und 1262 nach Trient zog. Um 1300 erhielt die Burg in Obermais sein gleichnamiger Sohn, Hauptmann von Trient. Die Ragonia nannten sich seitdem Ragonia-Rubein bzw. nur Rubein. Ihr Wappen war „von Rot und Silber quergeteilt“. 1346 bekleidete ein Bertold von Rubein das Richteramt zu Stein unter Lebenberg. Als vermutlich letzter seines Geschlechtes ließ sich 1370 sein Amtsnachfolger Simon „der Rubeiner“ in der Gruft seiner Vorfahren in Stift Stams begraben.
Nach dem Aussterben der Rubein erhielten das Lehen die Herren von Starkenberg und Rottenburg. Im frühen 15. Jahrhundert saß Hermann Wirtel auf Rubein (1426: Herman Wirtel von Rubein), später dessen Bruder Konrad, welcher die Veste zur Hälfte von den Starkenberger und zur Hälfte von den Rottenburgern zu Lehen hatte. 1432 verlieh Herzog Friedrich mit der leeren Tasche die beiden Hälften des „Gesäßes und Hauses Rubein“ dem Kaspar Wirtel. 1470 wurden Andreas und Sigmund Römer mit Rubein belehnt (Sigmund und Andre geprüeder die Rómer zu Rubein), die das Schloss 1478 zum freien Eigentum empfingen. 1493 erfolgte die Fertigstellung der Schlosskapelle zum Hl. Sebastian. 1518 ist Ulrich von Wanga zu Rubein, aus der jüngeren Linie der Herren von Wanga, urkundlich bezeugt. Von 1536 bis 1669 ließen die Wanga Rubein im Stil der Renaissance erneuern. 1669 erlosch die Familie mit Dietrich von Wanga. Der Besitz fiel durch die Heirat von Marianna von Wanga mit Ludwig von Schneeburg an die Herren von Schneeburg zu Saltaus, auf der Platten und zu Rubein. 1688 war der Eigentümer Philipp Rupert Freiherr von Schneeburg. 
Der Domprobst zu Olmütz, Wilhelm von Schneeburg, vermachte Rubein seinem Neffen Rudolf von Schneeburg, der es Anton Graf von Brandis und dieser wiederum an Franz Freiherr von Reyer veräußerte. In der zweiten Hälfte des 19. Jahrhunderts kamen ein Englischer Landschaftsgarten und Wirtschaftsgebäude hinzu. 1883 wurde Rubein von Anna geb. Gräfin von Bocholtz-Asseburg, Verwitwete von Wolff-Metternich erworben, die sich 1883 mit Camille Graf du Parc-Locmarià vermählte. Das Ehepaar ließ das Schloss modernisieren und die Loggia erweitern. Aus der Verbindung stammte der Sohn Robert du Parc, seit 1943 mit Lilo Martin verheiratet. 1951 wurde das Schloss in die Liste der geschützten Baudenkmäler aufgenommen. 1984 kamen bei Restaurierungen in der Loggia Fresken von Bartlmä Dill Riemenschneider aus der Zeit um 1540 zum Vorschein. Rubein wird heute als Hotel genutzt. Gegenwärtige Besitzerin ist Eliane du Parc.

## Beschreibung
Die Viereckanlage besteht aus einem mittelalterlichen Wohnturm, einem Palas, der Kapelle St. Sebastian, Wirtschaftsgebäuden und einem ummauerten englischen Landschaftsgarten. 